# تروپین
تروپین (به انگلیسی: Tropine) با فرمول شیمیایی C۸H۱۵NO یک ترکیب شیمیایی با شناسه پاب‌کم ۸۴۲۴ است. که جرم مولی آن ۱۴۱٫۲۱۱ g/mol می‌باشد. 